# Домінік (кав'ярня)

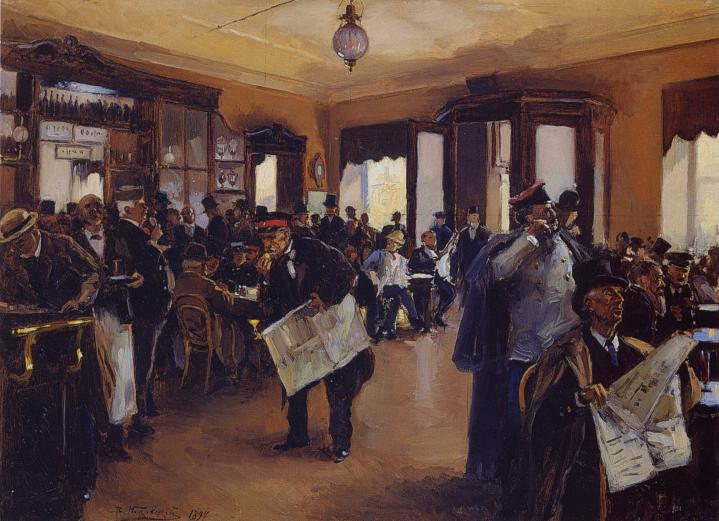
«У Домініка» (В. Маковський, 1897)

«Домінік» (рос. Доминик) — перша кав'ярня в Російській імперії. Працювала з 1841 року в Санкт-Петербурзі за адресою Невський проспект, будинок 24. Жвавий центр шахового та шашкового життя Петербурга другої половини XIX століття.

## Історія

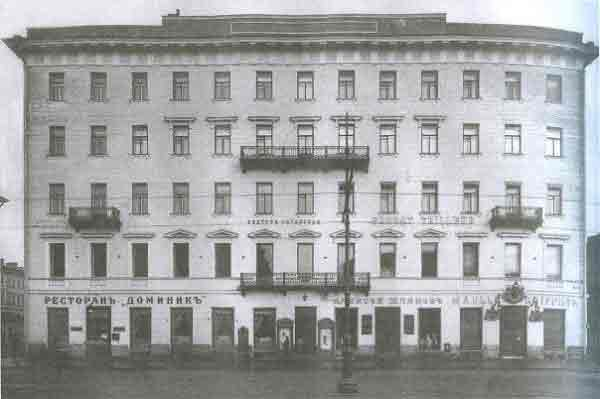
Вивіска кав'ярні

Заклад відкрив у травні 1841 року швейцарець, «кондитерського цеху майстер» Домінік Ріц-а-Порта, який отримав дозвіл згідно з указом сенату від 15 квітня (опублікованого 7 травня) 1841 року №14447 «Про заснування в С. Петербурзі нового закладу під назвою кафе-ресторант». Славився хорошою кухнею й доступними цінами (в меню — «чай, кава, шеколад, глінтвейн, бівштекс і ін.»). Заклад був популярний серед любителів більярду, доміно, шашок, шахів. Відвідувачі мали можливість читати свіжі російські та закордонні газети. Щодня у «Домініку» бувало до 1,5 тис. осіб, а серед постійних відвідувачів — Федір Достоєвський, Дмитро Менделєєв та інші. Постійні відвідувачі називали себе «домініканцями». Цей заклад згадували у своїх творах Михайло Салтиков-Щедрін, Антон Чехов і інші митці. Інтер'єр «Домініка» можна побачити на одному з рисунків Іллі Рєпіна.
1917 року після Жовтневого перевороту кав'ярню закрито, з 1920-х років у її приміщенні було кафе-морозиво, з 1960-х рр. кафе називали «жабник» (лягушатник) через зелену оббивку диванів.

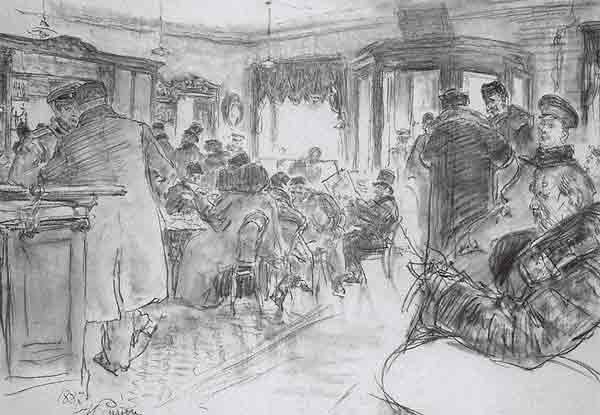
«Домінік» на начерку І. Рєпіна (1887)

Зараз у приміщенні розташований арт-салон «Невський, 24».

## Шахи
Кафе «Домінік» було жвавим центром шахового та шашкового життя Петербурга другої половини XIX століття, досягши піку популярності серед шахістів у 1870-х роках. Другим за значенням шаховим закладом був ресторан Прадера (на Адміралтейській площі). Зазвичай грали на гроші — найчастіше на монету 25 копійок («франк» у місцевому жаргоні), хоча серйозні ставки досягали й 5 рублів. Оренда столу й комплекту шахів коштувала 20 копійок на годину. Серед сильних шахістів-клієнтів варто згадати Емануїла Шифферса та Михайла Чигоріна. Після того як «Домінік» 1877 року на певний час закрився на ремонт, шахове життя перемістилося в інші заклади.